# John Earman
John S. Earman (* 1942) ist ein amerikanischer Philosoph, der sich mit Wissenschaftsphilosophie und Wissenschaftsgeschichte befasst, speziell Philosophie der Physik und der Relativitätstheorie.

## Wissenschaftliche Biographie
Earman wurde 1968 an der Princeton University promoviert. Er lehrte an der UCLA, der Rockefeller University und der University of Minnesota und ist Professor an der University of Pittsburgh, wo er inzwischen emeritiert ist. Außerdem war er Präsident der Philosophy of Science Association.
Unter anderem befasste sich Earman mit Fragen zum Determinismus, Grundlagen der Quantenfeldtheorie und des relativistischen Raum-Zeit-Konzepts, zum Beispiel der Frage, inwieweit die Theorie Zeitreisen ausschließt.
Er ist im Herausgeber-Gremium von Studies in History and Philosophy of Modern Physics und Physics in Perspective.

## Auszeichnungen
- 1989: Lakatos Award für seine Monographie A Primer on Determinism[1]
- 1993: Fellow der American Academy of Arts and Sciences[2]
- 1999: Fellow der American Association for the Advancement of Science

## Schriften
- A Primer on Determinism, Reidel Publishing Company 1986 (University of Western Ontario Series in the Philosophy of Science 32)
- World Enough and Spacetime: Absolute vs. Relational Theories of Space and Time, MIT Press 1989
- Bayes or Bust: A Critical Examination of Bayesian Confirmation Theory, MIT Press 1992
- Bangs, Crunches, Whimpers and Shrieks: Singularities and Acausalities in Relativistic Spacetimes, Oxford University Press 1995
- Hume’s Abject Failure: The Argument Against Miracles, Oxford University Press 2000 (Kritik von Of miracles von David Hume mit dem Essay von Hume und Texten von Spinoza, Locke, Clarke und anderen)